# Charley Griffith
Charley Griffith  (* 4. September 1929; † 22. November 1999) war ein US-amerikanischer NASCAR-Rennfahrer.

## Karriere
Griffith wurde vor allem mit dem Daytona 500 1959 bekannt. Er beendete das Rennen auf dem dritten Platz, knapp hinter Johnny Beauchamp und Lee Petty die beide beinahe gleichzeitig die Ziellinie überquerten. 1960 schaffte er die Qualifikation zum Daytona 500 nicht.

## Nach Karriereende
Nach seinem Karriereende wohnte er in Chattanooga und starb dort im Alter von 70 Jahren.